# Jean-Guillaume de Zantis de Frymerson

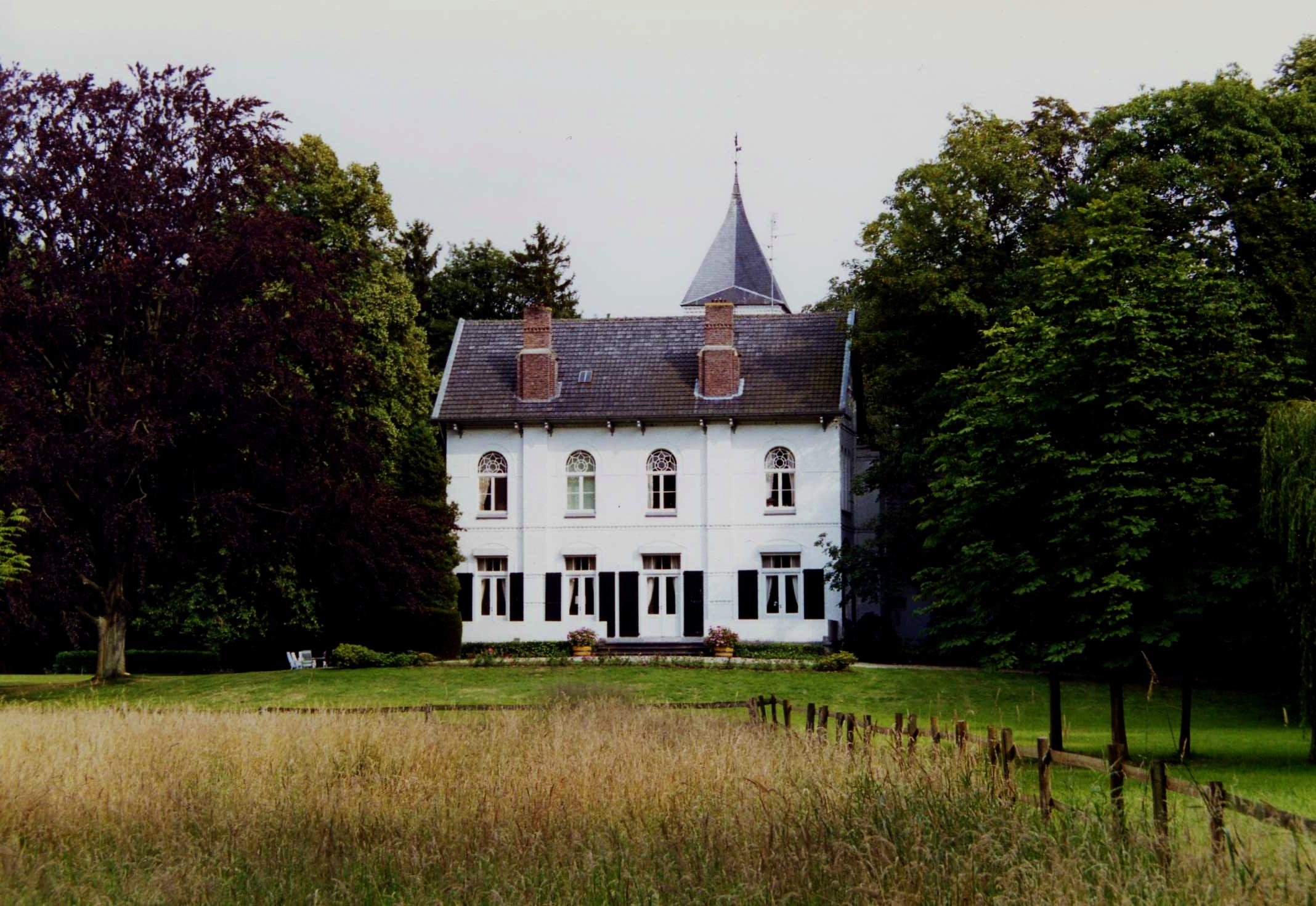
Kasteel Frymerson in Sint Odiliënberg

Jan Willem Bruno von Zantis (Gulik, 23 januari 1757 - Roermond, 16 augustus 1839) was een Nederlands edelman.

## Geschiedenis
In 1786 werd Jan Zantis in de adelstand opgenomen met machtiging om zijn naam te laten voorafgaan door een adellijk partikel.

## Levensloop
De Zantis was onder het ancien régime in dienst van het Duitse keizerrijk en van de keurvorst van Beieren, als raadsheer voor de Landen van Gulik en Berg. Vandaar de hierboven gemelde adelsverheffing. Gedurende het Franse keizerrijk bleef hij in Duitsland resideren, meer bepaald in Düsseldorf. 
Hij trouwde in 1791 in Aken met Maria-Barbara von Thienen (1765-1817). Ze kregen zeven kinderen, die allen in Düsseldorf werden geboren. De drie jongste overleden op jeugdige leeftijd in Roermond. 
In 1822 werd hij onder het Verenigd Koninkrijk der Nederlanden geïncorporeerd in de Nederlandse adel. Na 1830 bleef Jan-Willem trouw aan koning Willem I.
Zijn oudste zoon was Theodore de Zantis de Frymerson (1792-1859). In 1831 legde hij de eed af die hem de Belgische nationaliteit verzekerde en werd generaal-majoor in het Belgische leger. Hij was in 1825 getrouwd in Luik met Lambertine Leclercq (1803-1888). Hij kocht het landgoed Frymerson in Sint-Odiliënberg en bouwde er rond 1865 een nieuw kasteel.
De zoon van Theodore, Auguste de Zantis (1827-1881), werd luitenant-kolonel bij de cavalerie. Hij trouwde in 1865 met Clémence Michiels van Kessenich (1837-1905). Ze kregen vier kinderen, van wie er drie in België woonden en overleden.
De oudste, Joseph de Zantis (Roermond, 1867 - Sint-Odiliënberg, 1937), aarzelde tussen België en Nederland. Hij trouwde met de Belgische Adrienne Letellier (1873-1940) en ze hadden vijf kinderen. De oudste, Suzanne de Zantis (1899-1964), was in Brussel geboren en trouwde met de Belgische ridder Charles Moreau de Bellaing (1893-1969).
De vier andere kinderen werden in het kasteel Frymerson in Sint-Odiliënberg geboren, waar het echtpaar vanaf 1900 regelmatig woonde. Het ging om:
- Jean-Theodore de Zantis (1901-1982), kapitein-vliegenier bij de Belgische luchtmacht en lid van het Verzet, werd in Sint-Odiliënberg geboren, trouwde er met jonkvrouw Johanna van der Goes (1921-2016) en overleed er. Zij overleed eveneens op het kasteel in Sint-Odiliënberg. Ze bleven kinderloos en met hem doofde de familie de Zantis uit.
- Marie-Antoinette de Zantis (1902-1967) trouwde in België in 1949 met Eugène de Bruyn (1900-1987).
- Madeleine de Zantis (1904-1941) overleed in Menen.
- Elisabeth de Zantis (1914-1987) werd kloosterzuster in België. Ze was de laatste naamdraagster van de familie.